# 1980년 동계 올림픽 볼리비아 선수단
볼리비아는 미국 레이크플래시드에서 열린 1980년 동계 올림픽에 참가했다. 볼리비아 선수들은 24년 만에 처음으로 참가했다.

## 참조
- 올림픽 공식 결과 보관됨 2012-02-04 - 웨이백 머신